# Skarb (film 1948)
Skarb – polska komedia filmowa z 1948 roku w reżyserii Leonarda Buczkowskiego, zrealizowana na podstawie scenariusza Romana Niewiarowicza i Ludwika Starskiego.

## Fabuła
Głównymi bohaterami filmu są młodzi małżonkowie, Krysia i Witek (Danuta Szaflarska, Jerzy Duszyński), którzy w oczekiwaniu na przydział osobnego mieszkania zostają zakwaterowani do mieszkania, gdzie już przebywa kilka innych osób: kelnerka Basia (Alina Janowska), zakochany w niej Alfred Ziółko (Adolf Dymsza) oraz przedwojenny pan radca (Ludwik Sempoliński). W międzyczasie koło kamienicy kręcą się kombinatorzy, którzy poszukują rzekomego skarbu w niej ukrytego. Niebawem gorączka poszukiwania skarbu ogarnia mieszkańców kamienicy, co o mało nie doprowadza do tragedii.

## Produkcja
Skarb został nakręcony przez Leonarda Buczkowskiego, przedwojennego reżysera należącego do niegdysiejszej „branży”. Ze względu na to, że Buczkowski nakręcił w trakcie II wojny światowej kilka filmów reklamowych dla niemieckich firm, został ukarany przez sąd koleżeński i nie miał prawa do podpisania Skarbu swym prawdziwym nazwiskiem (figurował jako Marian Leonard). Scenariusz do filmu napisali Roman Niewiarowicz oraz Ludwik Starski, a główne role odegrał duet znany już z Zakazanych piosenek: Danuta Szaflarska i Jerzy Duszyński. Premiera filmu, niepoprzedzona żadnymi reportażami promocyjnymi, odbyła się 15 lutego 1949 roku. Film odniósł olbrzymi sukces komercyjny; obejrzało go w samym dniu premiery około 18 tysięcy warszawiaków, a przed kinami wedle ówczesnych podań ustawiały się olbrzymie kolejki widzów. 

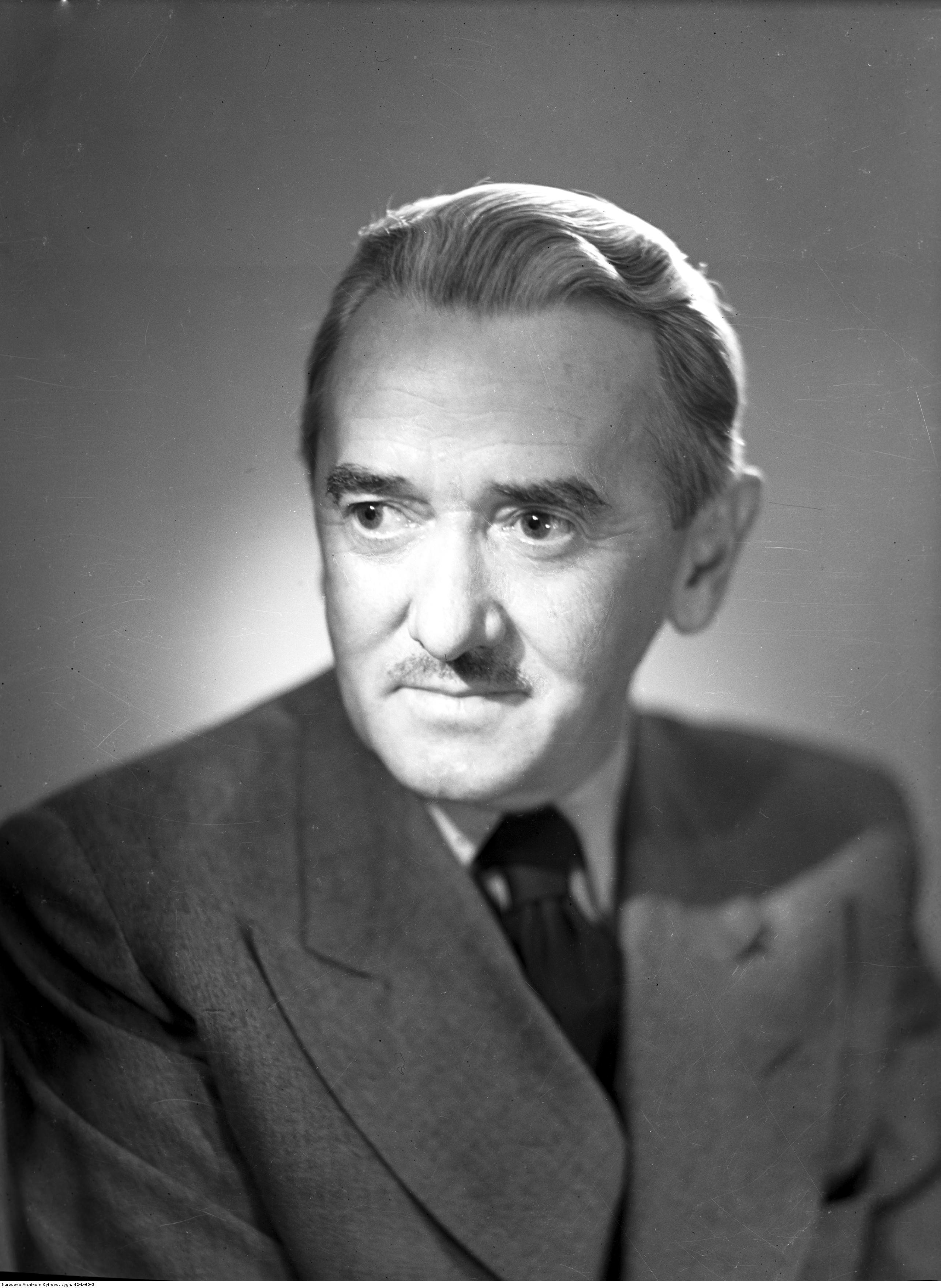
Leonard Buczkowski, reżyser
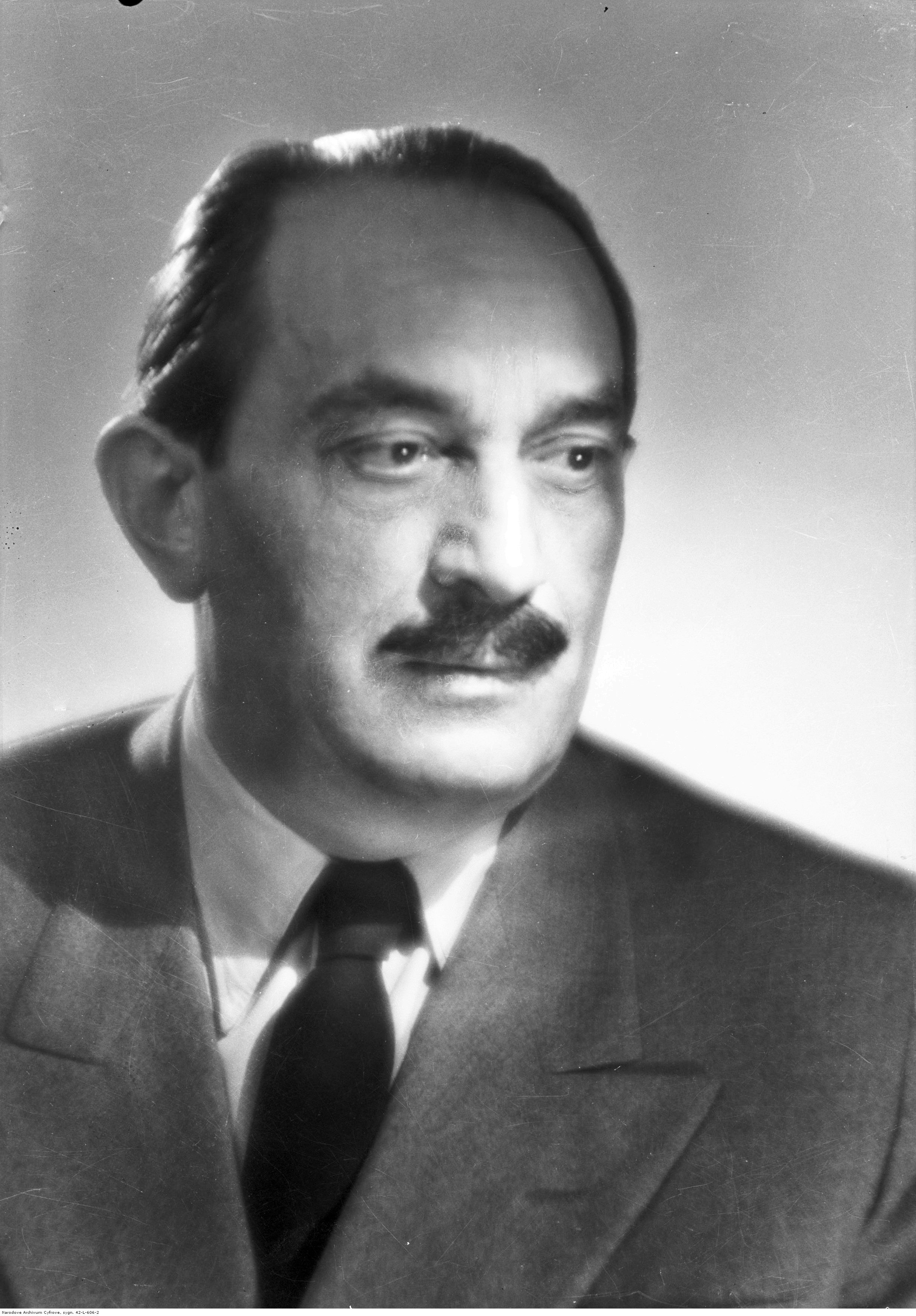
Ludwik Starski, współscenarzysta
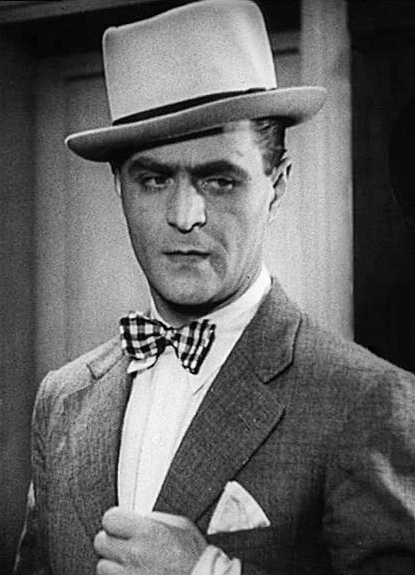
Adolf Dymsza jako Alfred Ziółko

## Obsada
- Jadwiga Chojnacka – Honorata Malikowa właścicielka mieszkania przy ul. Równej 64
- Wanda Jakubińska – Kowalska, sąsiadka Malikowej
- Alina Janowska – Basia, siostrzenica Malikowej
- Danuta Szaflarska – Krysia Różycka-Konar
- Jerzy Duszyński – Witek Konar, mąż Krysi
- Adolf Dymsza – Alfred Ziółko, pracownik radia, sublokator mieszkania przy ul. Równej
- Wacław Jankowski – „referent” Cyrjan
- Stanisław Jaworski – inkasent Augustyn Halny, sublokator mieszkania przy ul. Równej
- Ludwik Sempoliński – radca Sass-Gromocki, sublokator mieszkania przy ul. Równej
- Kazimierz Szubert – „naczelnik” Leon Brycki
- Eugenia Drabik
- Barbara Halmirska – wielokrotna mężatka wychodząca z USC
- Maria Krawczykówna
- Manuela Kiernikówna – świadek na ślubie Krysi i Witka
- Helena Krzywicka
- Zofia Patryn
- Helena Puchniewska – Jagusia, aktorka słuchowiska
- Jolanta Śmiechowicz
- Maria Żabczyńska – ciotka z Radomia na ślubie Krysi i Witka
- Jerzy Adamczyk
- Edmund Biernacki – urzędnik USC udzielający ślubu Krysi i Witkowi
- Bolesław Bolkowski
- Kazimierz Brusikiewicz – pan młody
- Feliks Chmurkowski -współlokator pokoju Witka
- Bronisław Darski – sąsiad Witka
- Marian Dąbrowski
- Kazimierz Dejunowicz – reżyser i narrator słuchowiska „Antoś Migdał nie wrócił”
- Aleksander Dzwonkowski
- Władysław Grabowski – kierownik Krysi w domu handlowym
- M. Jeżewski
- Feliks Kalinowski
- Juliusz Kalinowski
- Henryk Korbut
- Henryk Kubalski
- Zdzisław Lubelski – sąsiad Witka
- Jerzy Merunowicz
- Adam Mikołajewski – konduktor
- Henryk Modrzewski – świadek na ślubie Krysi i Witka
- Józef Nalberczak – student w nausznikach, sąsiad Witka
- Leopold Sadurski
- Ludwik Tatarski
- Wacław Zwoliński
- Tercet żeński Nastroje (z udziałem Marii Koterbskiej)[6][7][1]

## Odbiór
Skarb został z rezerwą przyjęty przez polskich krytyków. Bohdan Węsierski z pisma „Razem” zaznaczał, że o ile „w pierwszej części film ma wartkie tempo, częste zmiany zdjęć, dowcipne dialogi i komizm sytuacyjny”, o tyle część druga jest „przewlekła”. Irena Merz z pisma „Dziennik Polski” stawiała Skarbowi podobne zarzuty, zarzucając filmowi do tego teatralną grę aktorską: „Aktorów mamy, jak wiadomo, dobrych, ale są to aktorzy teatralni, co przy braku fachowej i silnej ręki reżysera filmowego odbija się fatalnie na tempie akcji”. Leon Bukowiecki na łamach „Trybuny Ludu” pisał podobnie: „humor wyczerpuje się mniej więcej w połowie obrazu i dalsze dzieje bohaterów, szczególniej od ich zamknięcia w piwnicy, powodują rozmaite uczucia, na ogół dalekie od wesołości”. Stanisław Grzelecki z pisma „Odrodzenie” punktował niedostatki przesłania społecznie użytecznego: „Uderzająca jest w tym filmie przewaga typów społecznie ujemnych lub obojętnych nad dodatnimi, tak pod względem siły wyrazu jak i roli, którą im wyznaczono”.
Grażyna Szelągowska w retrospektywnym artykule pisała, że Skarb „nie tylko zgodnie z ówczesną propagandą nawiązywał do idei nowej, kreowanej właśnie na deskach architektów Warszawy ludu pracującego, ale także stworzył nieśmiertelne w polskim kinie zasady filmu miejskiego – warszawskiej komedii obyczajowej”, co zapewniło filmowi Buczkowskiego, Niewiarowicza i Starskiego sukces frekwencyjny. Marek Hendrykowski zauważał, iż Skarb w formie komediowej służył „mozolnemu przyswojeniu tutejszej masowej wyobraźni obiegowych szablonów spod znaku kina socrealistycznego”.

## Literatura
- Jan Lewandowski: 100 filmów polskich. Chorzów: Videograf II, 2004, s. 26. ISBN 83-7183-326-1.